# Helmut Eder
Helmut Eder (Linz (Alta Àustria), 26 de desembre, 1916 - Salzburg, 8 de febrer, 2005), va ser un compositor austríac.

## Biografia
Formació

Helmut Eder va rebre lliçons de piano des dels set anys i més tard lliçons de violí. Després de graduar-se l'institut el 1937, va ser cridat al servei militar l'any següent. Després del seu retorn del servei militar i la captivitat, va estudiar teoria musical amb Helmut Schiff al Conservatori Bruckner de Linz de 1945 a 1947. Del 1947 al 1950 Eder va estudiar composició amb Paul Hindemith a Salzburg. El 1953/54 va estudiar composició amb Johann Nepomuk David a Stuttgart i Carl Orff a Munic. A Stuttgart va conèixer el director d'orquestra Hans Stadlmair.
Activitats professionals

Entre 1945 i 1950, a més dels seus estudis, va ser professor de primària a Eferding/Alta Àustria. Aquí va fundar un trio de piano i diversos cors, entre ells el "David Choir Eferding", que va dirigir fins a 1962. El 1950 es va traslladar al Conservatori Linz Bruckner com a professor de teoria musical i composició. Va ocupar aquest càrrec fins a 1967. De 1967 a 1987 va acceptar una càtedra i va dirigir una classe de composició a la Universitat Mozarteum de Salzburg. Des de 1974 va tenir la condició d'assessor a la Fundació Internacional Mozarteum.
Després de la seva mort, Helmut Eder va ser enterrat el 15 de febrer de 2005 al cementiri municipal de Salzburg.

## Treballs
Eder va ser influenciat per Alban Berg, Johann Nepomuk David i György Ligeti, entre d'altres. Va compondre més de 130 obres, que van des de la música de cambra fins a la música sacra i l'òpera. Van ser interpretats per la Filharmònica de Viena i la Filharmònica de Berlín sota la direcció de destacats directors, entre ells Seiji Ozawa i Wolfgang Sawallisch. L'òpera Mozart in New York d'Eder es va estrenar al Festival de Salzburg de 1991.

## Composicions
Òperes
- Èdip (1958/59). Òpera. Llibret: Fred Schroer (* 1907) (després de Sòfocles' Èdip rei, alemany d'Heinrich Weinstock). Estrena 1960 Linz
- Der Kardinal (1961/62). Òpera. Llibret: Ernst Brauner. Estrena 1965 Linz
- Die weiße Frau (1966). Òpera. Llibret: Karl Kleinschmidt
- Konjugationen 3 (1969). Òpera. Llibret: Rudolf Bayr. Estrena 1969 a Viena (ORF)
- Der Aufstand. Òpera en 3 actes. Llibret: Gertrud Fussenegger. Estrena 2 d'octubre de 1976 Linz
- George Dandin oder Der betrogene Ehemann. Òpera. Llibret: Alfred Stögmüller (basat en Molières comèdia homònima de 1668 a la traducció alemanya d'Auguste Cornelius). Estrena 1979 Linz
- Mozart in New York (1989/90). Òpera. Llibret: Herbert Rosendorfer. Estrena 1991 Salzburg

Obres d'orgue

- Partita sobre un tema de J.[Johann] N.[Nepomuk] David per a orgue op. 42. Breitkopf & Härtel, Wiesbaden 1966

## Premis
- Premi Estatal de Música 1962[6]
- 1966 Premi Anton Bruckner
- 1986 Premi Heinrich Gleissner

## Alguns alumnes
- Fridolin Dallinger (1933–2020)
- Augustinus Franz Kropfreiter (1936–2003)
- Horst Lohse (* 1943)
- Wolfgang Seeliger (* 1946)
- Günther Firlinger (* 1951)
- Karl Ellinger (* 1952)
- Gunter Waldek (* 1953)
- Gerhard Pirklbauer (* 1954)
- Wolfgang Seierl (* 1955)
- Christoph Busching (* 1956)
- Herbert Willi (* 1956)
- Herbert Pascher (* 1958)
- Gerhard E. Winkler (* 1959)
- Helmut Rogl (* 1960)
- Alois Wimmer (* 1960)